# Пйотр Здунек
Пйотр Здунек (пол. Piotr Zdunek; народився 8 лютого 1968 у м. Лодзь, Польща) — польський хокеїст, лівий нападник. 
Вихованець хокейної школи ЛКС «Лодзь». Виступав за «Заглемб'є» (Сосновець), ТКХ «Торунь», «Унія» (Освенцім), «Напшуд» (Янув), ГКС (Катовиці), ГКС (Тихи), «Орлік» (Ополе), КХТ «Криниця».
У складі національної збірної Польщі провів 80 матчів; учасник чемпіонатів світу 1987 (група B), 1990 (група B), 1991 (група B), 1992 і 1993 (група B). У складі молодіжної збірної Польщі учасник чемпіонату світу 1987 (група B).